# Вільча (Нижньосілезьке воєводство)
Вільча (пол. Wilcza) — село в Польщі, у гміні Клодзко Клодзького повіту Нижньосілезького воєводства.
Населення — 119 осіб (2011).
У 1975-1998 роках село належало до Валбжиського воєводства.

## Демографія
Демографічна структура станом на 31 березня 2011 року:
|          | Загалом | Допрацездатний вік | Працездатний вік | Постпрацездатний вік |
| -------- | ------- | ------------------ | ---------------- | -------------------- |
| Чоловіки | 57      | 12                 | 42               | 3                    |
| Жінки    | 62      | 14                 | 40               | 8                    |
| Разом    | 119     | 26                 | 82               | 11                   |